# جبل الصعب (ملحان)

تعديل مصدري - تعديل

جبل الصعب هي إحدى قرى عزلة جبع بمديرية ملحان التابعة لمحافظة المحويت، بلغ تعداد سكانها 466 نسمة حسب تعداد اليمن لعام 2004.